# Кардашьян, Роберт
Роберт Джордж Кардашьян (Кардашян, англ. Robert George Kardashian, арм. Ռոբերտ Ջորջ Քարդաշյան; 22 февраля 1944 — 30 сентября 2003) — американский юрист. Получил известность благодаря тому, что был адвокатом и другом скандально известного футболиста О. Джей Симпсона.

## Биография
Родился в семье преуспевающих предпринимателей в Лос-Анджелесе. Его прадед и прабабушка — Сэм и Харом Кардашовы — были армянами из Карсской области, эмигрировавшими в США. Его семья занималась мясоконсервным бизнесом, но он предпочёл стать адвокатом и получил в 1967 году степень доктора юриспруденции в юридической школе университета Сан-Диего. Он поработал по специальности около 10 лет, а потом ушёл в бизнес. К адвокатской практике вернулся только после начала дела О. Джей Симпсона в 1995 году.
30 сентября 2003 года в возрасте 59 лет скончался от рака пищевода.

## Семья
В период с 1978 по 1990 год был женат на Крис Дженнер (Хоутон), в этом браке у них родились три дочери: Кортни, Ким и Хлои, а также сын — Роберт Кардашьян-младший.
В октябре 2007 года, через четыре года после смерти Роберта Кардашьяна, в эфир американского кабельного телеканала E! было запущено реалити-шоу под названием «Семейство Кардашьян» с участием его детей и бывшей жены.

## Дело Симпсона
Впервые Кардашьян и Симпсон встретились во время игры в теннис в начале 1970-х годов и стали близкими друзьями. Когда Симпсон был обвинён в убийстве, прошло уже около 20 лет с тех пор, как Кардашьян был в последний раз в зале суда и его адвокатская лицензия была просрочена на три года. Тем не менее Кардашьян возобновил лицензию, чтобы включиться в работу по делу Симпсона, и по инициативе Симпсона стал главным адвокатом по его делу.
Сразу после убийства Николь Симпсон (бывшей жены О. Джей Симпсона) и Рональда Голдмана (её друга) О. Джей Симпсон жил в доме у Кардашьяна, откуда убежал от полиции. Кардашьян был замечен несущим сумку Симпсона в тот день, когда последний прилетел из Чикаго. Прокурор использовал этот факт в обвинении, предположив, что в чемодане могли находиться улики на Симпсона: одежда или орудие убийства, но это обвинение так и не было доказано, а произведённая через несколько месяцев проверка сумки также не внесла ясности.
Ожидалось, что Симпсон сдастся полиции 17 июня 1994 года, однако он не явился в участок, а Кардашьян зачитал перед собравшимися репортёрами письмо Симпсона для СМИ, которое было интерпретировано многими как предсмертная записка.
Спустя некоторое время после завершения дела Симпсона, Кардашьян открыто выразил сомнения в невиновности Симпсона, что на какое-то время осложнило его отношения с подзащитным. Однако, впоследствии Кардашьян и Симпсон снова сблизились, а после его смерти Симпсон отметил: «Роб был рядом, когда я больше всего в этом нуждался».